# ヨハン・アルブレヒト・ツー・メクレンブルク
ヨハン・アルブレヒト・ツー・メクレンブルク（Johann Albrecht Herzog zu Mecklenburg [-Schwerin], 1857年12月8日 - 1920年2月16日）は、ドイツ・メクレンブルク＝シュヴェリーン大公家の一員で、ドイツ帝国の政治家。
メクレンブルク＝シュヴェリーン大公国摂政（在任：1897年 - 1901年）、ブラウンシュヴァイク公国摂政（在任：1907年 - 1913年）を務めた。

## 生涯
メクレンブルク＝シュヴェリーン大公フリードリヒ・フランツ2世とその最初の妻アウグステ・ロイス・ツー・ケストリッツの間の第5子、四男としてシュヴェリーンに生まれた。全名はヨハン・アルブレヒト・エルンスト・コンスタンティン・フリードリヒ・ハインリヒ（Johann Albrecht Ernst Konstantin Friedrich Heinrich）。ヨハン・アルブレヒトはプロイセン軍に仕官し、スポーツ愛好家として知られた。彼はまたドイツ植民地帝国の拡大にも関心を寄せ、汎ドイツ連盟（Alldeutscher Verband）の共同設立者となり、1895年にはドイツ植民地団体（Deutsche Kolonialgesellschaft；DKG）の総裁に就任し、終身で同職にあった。
長兄の大公フリードリヒ・フランツ3世が1897年に死ぬと、次兄パウル・フリードリヒの摂政位放棄を受け、ヨハン・アルブレヒトが甥のフリードリヒ・フランツ4世の摂政に就任した。彼はフリードリヒ・フランツ4世が1901年4月9日に親政を宣言するまで摂政の座にあった。
1907年5月28日、ヨハン・アルブレヒトは前年に死去したプロイセン王子アルブレヒトの後任として、帝国議会によりブラウンシュヴァイク公国の摂政に選出された。ヨハン・アルブレヒトはこれを承諾し、6月5日にブラウンシュヴァイクに入国した。ブラウンシュヴァイクでは公爵ヴィルヘルムの死後、その最近親の傍系男子であるハノーファー元王太子エルンスト・アウグスト（2世）が公爵位を継承することが認められなかった。これはハノーファー王国が1866年に普墺戦争でオーストリア側で参戦、敗れてプロイセンに併合され、以来ハノーファー王家とドイツ皇帝家が敵対関係にあったためである。
摂政就任後すぐにヨハン・アルブレヒトは文官の服装姿で公国内の美術館、図書館などの様々な施設を訪れたり、人々の生活状況について調べて回った。お忍びでの調査が広く知られてしまうと、ヨハン・アルブレヒトは週ごとに領民の嘆願を聞いた。また公爵宮殿に仕える召使や家来の数を必要最小限まで減らし、宮廷の支出を節約した。

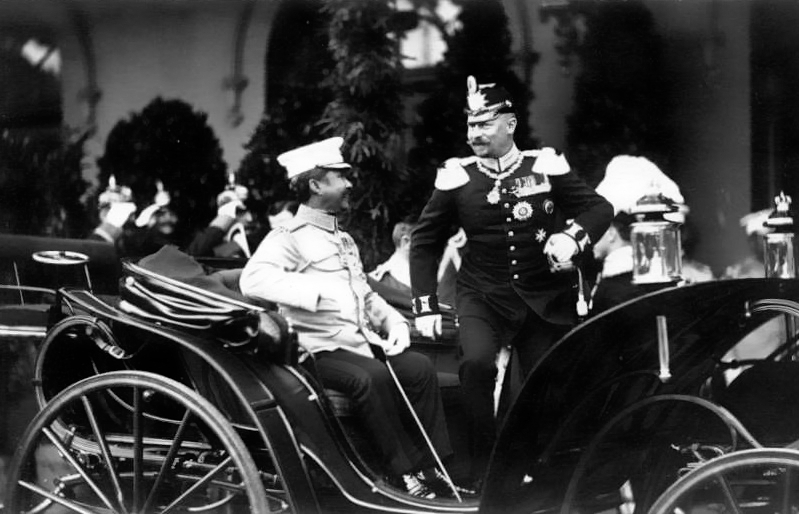
ドイツを訪問中のラーマ5世（左）とブラウンシュヴァイク摂政ヨハン・アルブレヒト（1907年）
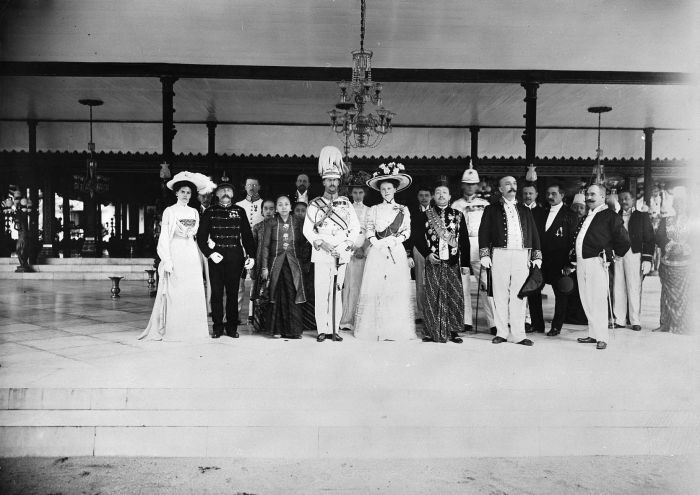
オランダ領東インド・スラカルタの藩王パクブウォノ10世を表敬訪問した際のヨハン・アルブレヒトと後妻エリーザベト（1910年3月）

ヨハン・アルブレヒトのブラウンシュヴァイクでの摂政の職務は1913年11月1日に終わった。元王太子の息子エルンスト・アウグスト（3世）が皇帝ヴィルヘルム2世の娘ヴィクトリア・ルイーゼと結婚したことで両家の和解が成立し、エルンスト・アウグスト（3世）のブラウンシュヴァイク公位の相続が許されたのである。
第一次世界大戦中、ヨハン・アルブレヒトはドイツ植民地団体とともに、見捨てられようとしていたドイツ植民地の確保のために奔走した。1917年9月2日には、戦争推進派の祖国党の名誉総裁に就任している。1920年、リューブシュトルフ郊外のヴィリガルト城で亡くなった。

## 家族
ヨハン・アルブレヒトは1886年11月6日、ザクセン＝ヴァイマル＝アイゼナハ大公カール・アレクサンダーの娘エリーザベト（1854年 - 1908年）と結婚した。また1909年12月15日、シュトルベルク＝ロスラ侯爵家の侯女エリーザベト（1885年 - 1969年）と再婚した。2人の妻との間に子供を授からなかった。後妻のエリーザベトはヨハン・アルブレヒトの死後、その異母弟アドルフ・フリードリヒと再婚している。

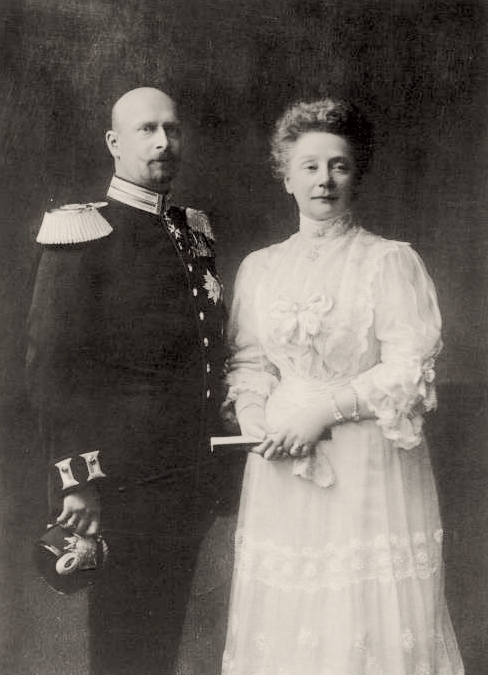
最初の妻ザクセン＝ヴァイマル＝アイゼナハ大公女エリーザベトと共に（1907年）
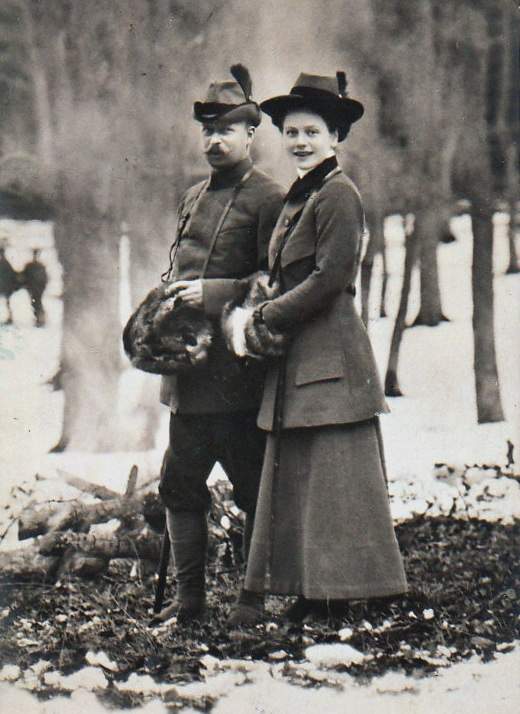
2人目の妻シュトルベルク＝ロスラ侯女エリーザベトと共に（1910年）